# Sebastian Foss Solevåg
Sebastian Foss Solevåg (* 13. Juli 1991 in Ålesund) ist ein ehemaliger norwegischer Skirennläufer. Er war weitgehend auf den Slalom spezialisiert. Seine größten Erfolge sind die Weltmeistertitel 2021 im Slalom und im Mannschaftswettbewerb.

## Biografie
Die ersten FIS-Rennen fuhr Foss Solevåg im November 2007, Erfolge auf dieser Stufe blieben jedoch zunächst aus. Im Januar 2009 gewann er in Hafjell den norwegischen Juniorenmeistertitel in der Super-Kombination. Dies war lange Zeit das einzige nennenswerte Erfolgserlebnis; bei seinen zwei Teilnahmen an Juniorenweltmeisterschaften (2010 und 2011) kam er nicht über einen 47. Platz hinaus. Anstatt der schnellen Disziplinen begann er vermehrt Slaloms zu bestreiten und konnte im Februar 2011 erstmals ein FIS-Rennen in dieser Disziplin für sich entscheiden. Im Europacup kam er erstmals im Dezember 2010 zum Einsatz, in die Punkteränge konnte er ab Dezember des darauf folgenden Jahres fahren. In der Saison 2012/13 klassierte er sich in Europacuprennen regelmäßig unter den besten zehn; die erste Podestplatzierung gelang ihm am 20. Januar 2013, als er Zweiter des Slaloms von Kirchberg in Tirol wurde.
Sein Debüt im Weltcup hatte Foss Solevåg am 11. November 2012 im Slalom von Levi, wo er Platz 37 erreichte. Im März 2013 errang er in Oppdal den norwegischen Slalom-Meistertitel. Am 17. November 2013 fuhr er in Levi mit der hohen Startnummer 55 auf den 9. Platz und gewann somit die ersten Weltcuppunkte. Im Februar 2014 nahm er an den Olympischen Winterspielen in Sotschi teil und wurde dort Neunter im Slalom. Zu Beginn der folgenden Saison, am 16. November 2014, fuhr er im Slalom von Levi auf den vierten Platz. Vier Tage später gewann er am selben Ort erstmals ein Europacuprennen. Am 6. Januar 2015 gelang ihm mit Platz 3 im Slalom von Zagreb die erste Weltcup-Podestplatzierung. Bei den Weltmeisterschaften 2015 in Vail/Beaver Creek wurde er Neunter im Slalom und wurde in dieser Disziplin zum Abschluss der Saison zum zweiten Mal norwegischer Meister. Bei den Olympischen Winterspielen 2018 in Pyeongchang gewann er die Bronzemedaille im Mannschaftswettbewerb.
Am 17. Januar 2021 gewann Foss Solevåg erstmals in seiner Karriere ein Weltcuprennen, den Slalom von Flachau. Bei den Weltmeisterschaften im italienischen Cortina d’Ampezzo gewann er überraschend mit der norwegischen Mannschaft die Goldmedaille im Teambewerb. Es war dies seine erste Medaille bei Weltmeisterschaften. Im abschließenden Slalom gewann er ebenfalls die Goldmedaille. Zu Beginn der Saison 2021/22 gewann er den Slalom von Madonna di Campiglio, konnte aber im weiteren Verlauf des Winters nicht überzeugen. Ausnahme waren die Olympischen Winterspiele 2022, wo er die Bronzemedaille gewann.
Am 14. Mai 2025 gab Foss Solevåg seinen Rücktritt bekannt.

## Erfolge

### Olympische Spiele
- Sotschi 2014: 9. Slalom
- Pyeongchang 2018: 3. Mannschaftswettbewerb, 10. Slalom
- Peking 2022: 3. Slalom

### Weltmeisterschaften
- Vail/Beaver Creek 2015: 5. Mannschaftswettbewerb, 9. Slalom
- Åre 2019: 5. Mannschaftswettbewerb, 12. Slalom, 34. Alpine Kombination
- Cortina d’Ampezzo 2021: 1. Slalom, 1. Mannschaftswettbewerb
- Courchevel 2023: 19. Slalom

### Weltcup
- 4 Podestplätze in Einzelrennen, davon 2 Siege:

| Datum             | Ort                  | Land       | Disziplin |
| ----------------- | -------------------- | ---------- | --------- |
| 17. Januar 2021   | Flachau              | Österreich | Slalom    |
| 22. Dezember 2021 | Madonna di Campiglio | Italien    | Slalom    |

- 3 Podestplätze bei Mannschaftswettbewerben, davon 1 Sieg

### Weltcupwertungen
| Saison  | Gesamt | Gesamt | Slalom | Slalom | Kombination | Kombination |
| Saison  | Platz  | Punkte | Platz  | Punkte | Platz       | Punkte      |
| ------- | ------ | ------ | ------ | ------ | ----------- | ----------- |
| 2013/14 | 72.    | 71     | 26.    | 71     | –           | –           |
| 2014/15 | 35.    | 227    | 9.     | 227    | –           | –           |
| 2015/16 | 45.    | 234    | 11.    | 234    | –           | –           |
| 2016/17 | 56.    | 126    | 18.    | 126    | –           | –           |
| 2017/18 | 29.    | 298    | 8.     | 297    | 40.         | 1           |
| 2018/19 | 50.    | 161    | 17.    | 161    | –           | –           |
| 2019/20 | 25.    | 297    | 5.     | 297    | –           | –           |
| 2020/21 | 14.    | 431    | 5.     | 431    | –           | –           |
| 2021/22 | 32.    | 252    | 10.    | 252    | –           | –           |
| 2022/23 | 54.    | 144    | 21.    | 144    | –           | –           |
| 2023/24 | 100.   | 34     | 36.    | 34     | –           | –           |

### Europacup
- 4 Podestplätze, davon 1 Sieg:

| Datum             | Ort  | Land     | Disziplin |
| ----------------- | ---- | -------- | --------- |
| 22. November 2014 | Levi | Finnland | Slalom    |

### Junioren-Weltmeisterschaften
- Mont Blanc 2010: 47. Abfahrt, 52. Super-G
- Crans-Montana 2011: 47. Abfahrt, 47. Super-G

### Weitere Erfolge
- 2 norwegische Meistertitel (Slalom 2013 und 2015)
- 1 norwegischer Juniorenmeistertitel (Super-Kombination 2009)
- 10 Siege in FIS-Rennen
- 1 Sieg im South American Cup